# Blizzard (三浦大知の曲)
「Blizzard」（ブリザード）は、日本の歌手、三浦大知の楽曲。三浦の24枚目のシングルとして2018年12月19日にSONIC GROOVE（エイベックス・エンタテインメント）から発売された。東映系アニメ映画『ドラゴンボール超 ブロリー』の主題歌。

## 概要
- Nao'ymtがプロデュース。Nao'ymtの楽曲で三浦本人も作詞で参加したのは初。

- CD+DVD（MUSIC VIDEO盤）、CD（CD ONLY盤）、映画『ドラゴンボール超 ブロリー』オリジナルジャケット盤の3形態リリース。

- 発売に先駆け、2018年11月9日に各音楽配信サイトにて先行配信。同年12月11日にMVが公開され、公開から7日目で200万回再生を突破。10日目で300万回再生を突破。2019年1月17日には1000万回再生を突破し、同年3月17日には、2000万回再生を突破、同年11月7日には3000万回再生を突破した。

- 2018年11月28日に、映画『ドラゴンボール超 ブロリー』"Blizzard"映画版MVが公開され、2019年1月29日にLive Edit Videoが公開された。

- 2018年12月12日放送の『2018 FNS歌謡祭 第2夜』（フジテレビ）でテレビ初披露された。
- 2022年1月30日から3月3日までゲームアプリ『ドラゴンボールZ ドッカンバトル』内にて本曲がゲーム内BGMとして使用された[4]。

## 収録曲
| #         | タイトル                                                     | 作詞                     | 作曲      | 時間  |
| --------- | ------------------------------------------------------------ | ------------------------ | --------- | ----- |
| 1.        | 「Blizzard」                                                 | 三浦大知 Nao'ymt         | Nao'ymt   | 5:14  |
| 2.        | 「Blizzard (Nao'ymt Unfrozen Remix)」                        |                          |           | 5:51  |
| 3.        | 「Blizzard (Instrumental)」                                  |                          | Nao'ymt   | 5:13  |
| 4.        | 「Blizzard (Live from DAICHI MIURA LIVE TOUR 2018 ONE END)」 |                          | Nao'ymt   | 5:44  |
| 5.        | 「Blizzard (Movie Edit - English Ver.)」                     | 岡嶋かな多、Becky Jerams | Nao'ymt   | 3:49  |
| 合計時間: | 合計時間:                                                    | 合計時間:                | 合計時間: | 25:51 |

| #  | タイトル                       | 作詞 | 作曲・編曲 |
| -- | ------------------------------ | ---- | ---------- |
| 1. | 「Blizzard -Music Video-」     |      |            |
| 2. | 「Blizzard -Live Edit Video-」 |      |            |

## 映像作品

### Blizzard -Music Video-
概要
映画『ドラゴンボール超 ブロリー』の主題歌として書き下ろされた表題曲。三浦は映画の台本を読み込んで制作にあたった。Blizzardはキャラクターの心情や今回の闘いの舞台でもある「氷の世界」をテーマにしていると三浦自身もコメントしている。MVは全てCGで作成され、氷の中から出てくる三浦が、氷から解放され「自分自身を超えてゆく」というメッセージを表現している。MVは敢えてフリースタイルで踊った。
監督
牧野惇

### Blizzard -Live Edit Video-
監督
シミズヒロタカ

## タイアップ
Blizzard
東映系アニメ映画『ドラゴンボール超 ブロリー』主題歌

## 収録アルバム
| 曲名     | 収録アルバム                                                                     | 発売日        | 備考                 |
| -------- | -------------------------------------------------------------------------------- | ------------- | -------------------- |
| Blizzard | 『DAICHI MIURA DOCUMENTARY 2019-2023 + SINGLE COLLECTION 2018-2023 “COLOR___S”』 | 2023年4月26日 | シングルコレクション |